# Basament de la creu de terme del Carrer Major
El Basament de la creu de terme del Carrer Major és una obra d'Ullastret (Baix Empordà) inclosa a l'Inventari del Patrimoni Arquitectònic de Catalunya.

## Descripció
Creu de terme o pedró emplaçat a l'entrada de la població pel costat de ponent on arribaven els camins antigament més importants: el de la Bisbal i el de Corçà-Madremanya-Girona. A partir de la creu hi ha una bifurcació i, vers llevant, s'inicien el carrer de la Notaria i el carrer Major, les dues vies principals per on s'enxamplà el nucli d'Ullastret extramurs, com a mínim ja a partir del segle xvi. La casa situada vora la creu, al final i entre els dos carrers esmentats, és al mas de la creu o ca l'Hospitaler.
La creu i la seva penaya o columna foren destruïts l'any 1936. Actualment, només resta in situ, com a únic testimoni, el basament. és rectangular i forma dos esglaons fets amb grans carreus de gres ben escairats; al centre s'hi veu l'encaix circular on es dreçava la columna.

## Història
Fins fa pocs anys es guardava en una capella lateral de l'església parroquial d'Ullastret, una creu de pedra gòtica, incompleta i molt trossejada. Aquestes restes han desaparegut per robatori. És probable que els fragments pertanguessin a aquesta creu.